# Šerlich
Šerlich (německy Scherlich) je hora v Orlických horách (výška 1027 m) a zároveň hojně navštěvovaný turistický cíl. Přes vrchol vede Jiráskova cesta, hlavní hřebenová trasa Orlických hor. Na jihovýchodním úbočí stojí Masarykova chata z roku 1925, navržená architektem Bohuslavem Fuchsem (jeho první realizované dílo).

## Vrchol
Samotný vrchol se nachází nedaleko česko-polské hranice, asi 600 metrů od zmíněné Masarykovy chaty. Z vrcholu je výhled na ostatní hory Orlických hor, na polské Bystřické hory a při dobré viditelnosti i na Králický Sněžník.
Zhruba 500 metrů JV od hlavního vrcholu a 100 m nad Masarykovou chatou se nachází menší vyvýšenina, kterou autoři projektu Tisícovky Čech, Moravy a Slezska pojmenovali Šerlich – JV vrchol (1019 m, souřadnice 50°19′33″ s. š., 16°23′9″ v. d.).